# Yōichi Kajiyama
Yōichi Kajiyama (jap. 梶山 洋一, Kajiyama Yōichi; * 8. September 1971 in der Präfektur Hiroshima) ist ein ehemaliger japanischer Fußballspieler.

## Karriere
Kajiyama erlernte das Fußballspielen in der Schulmannschaft der Hiroshima Technical High School. Seinen ersten Vertrag unterschrieb er bei Kawasaki Steel (heute: Vissel Kobe). 1996 wurde er mit dem Verein Vizemeister der Japan Football League und stieg in die J1 League auf. Ende 1997 beendete er seine Karriere als Fußballspieler.